# Kletterweltmeisterschaft 2023
Die Kletterweltmeisterschaft 2023 war die Kletterweltmeisterschaft, die vom 1. bis 12. August 2023 in Bern ausgerichtet wurde. Es wurden die Disziplinen Lead, Boulder, Speed, das Kombinationsformat Boulder & Lead und Paraclimbing ausgetragen. Es war der erste Wettkampf für die Qualifikation der Olympischen Sommerspiele 2024. Die Wettkämpfe fanden in der PostFinance-Arena statt, welche mit 17'000 Plätzen die grösste Eissporthalle der Schweiz ist. Der Veranstalter des IFSC Climbing and Paraclimbing World Championships Bern 2023 war der Schweizer Alpen-Club.

## Programm
| Datum    | Männer | Männer | Männer | Frauen | Frauen | Frauen |                | Legende        | Legende |
| -------- | ------ | ------ | ------ | ------ | ------ | ------ | -------------- | -------------- | ------- |
| Di 1.8.  | Q      | Q      | Q      |        |        |        | Q              | Qualifikation  |         |
| Mi 2.8.  |        |        |        | Q      | Q      | Q      | HF             | Halbfinale     |         |
| Do 3.8.  | Q      | Q      | Q      | Q      | Q      | Q      | F              | Finale         |         |
| Fr 4.8.  | HF     | F      | F      |        |        |        | Boulder        | Boulder        |         |
| Sa 5.8.  |        |        |        | HF     | F      | F      | Lead           | Lead           |         |
| So 6.8.  | HF     | F      | F      | HF     | F      | F      | Paraclimbing   | Paraclimbing   |         |
| Mo 7.8.  |        |        |        |        |        |        | Boulder & Lead | Boulder & Lead |         |
| Di 8.8.  | Q      | Q      | Q      | Q      | Q      | Q      | Speed          | Speed          |         |
| Mi 9.8.  | HF     | HF     | HF     | HF     | HF     | HF     |                |                |         |
| Do 10.8. | Q      | F      | F      | Q      | F      | F      |                |                |         |
| Fr 11.8. |        |        |        | F      | F      | F      |                |                |         |
| Sa 12.8. | F      | F      | F      |        |        |        |                |                |         |

## Resultate

### Bouldern
Janja Garnbret konnte als Einzige sowohl im Halbfinale als auch im Finale alle Boulder im ersten Versuch klettern (flash) und gewann überlegen die Weltmeisterschaft. Oriane Bertone erreichte bei drei Bouldern das Top und bei vier die Zone und wurde somit Zweite. Brooke Raboutou gewann mit zwei Tops und vier Zonen die Bronze-Medaille.
Mickaël Mawem wurde mit drei Tops und vier Zonen Weltmeister im Bouldern. Mejdi Schlack erreichte mit zwei Tops und vier Zonen den zweiten Platz und Lee Do-hyun wurde mit zwei Tops und drei Zonen Dritter.
| Finale | Finale       | Sieger         | Zweiter        | Dritter         |
| ------ | ------------ | -------------- | -------------- | --------------- |
| Frauen | 5. Aug. 2023 | Janja Garnbret | Oriane Bertone | Brooke Raboutou |
| Männer | 4. Aug. 2023 | Mickaël Mawem  | Mejdi Schalck  | Lee Do-hyun     |

### Lead
Im Finale der Frauen waren Ai Mori und Janja Garnbret die Einzigen, welche die Route toppen konnten. Da Mori im Halbfinale weiter kam als Garnbret, gewann Mori die Weltmeisterschaft im Lead. Seo Chae-hyun erreichte 47+ Punkte und wurde Dritte.
Bei den Männern kletterte Jakob Schubert als Drittletzter und kam mit 48+ Punkten am höchsten. Adam Ondra und Toby Roberts, die nach Schubert kletterten und ihn noch vom ersten Platz stossen konnten, rutschten beide unerwartet weit unten in der Route aus. Sorato Anraku erreichte 48 Punkte und wurde Zweiter, Alexander Megos wurde mit 40 Punkten Dritter.
| Finale | Finale       | Sieger         | Zweiter        | Dritter         |
| ------ | ------------ | -------------- | -------------- | --------------- |
| Frauen | 6. Aug. 2023 | Ai Mori        | Janja Garnbret | Seo Chae-hyun   |
| Männer | 6. Aug. 2023 | Jakob Schubert | Sorato Anraku  | Alexander Megos |

### Speed
Das Finale der Frauen gewann überraschend Desak Made Rita Kusuma Dewi aus Indonesien. Sie platzierte sich vor Emma Hunt und der derzeitigen Weltrekordhalterin Aleksandra Mirosław. Der Italiener Matteo Zurloni gewann das Finale der Männer nach einem Fehlstart von Long Jinbao, Platz drei ging an Rahmad Adi Mulyono. Die Gewinner der Gold- und Silbermedaillen sind für die Olympischen Sommerspiele 2024 in Paris qualifiziert.
| Finale | Finale        | Sieger                      | Zweiter     | Dritter             |
| ------ | ------------- | --------------------------- | ----------- | ------------------- |
| Frauen | 10. Aug. 2023 | Desak Made Rita Kusuma Dewi | Emma Hunt   | Aleksandra Mirosław |
| Männer | 10. Aug. 2023 | Matteo Zurloni              | Long Jinbao | Rahmad Adi Mulyono  |

### Boulder & Lead
Janja Garnbret toppte drei Boulder und erreichte bei einem weiteren die zweite Zone. Sie schloss so die Finalrunde mit 15 Punkten Vorsprung vor Jessica Pilz und Brooke Raboutou ab, die jeweils ein Top weniger erreichten. Im Lead-Finale stürzte Ai Mori am letzten Griff unter dem Top, Janja Garnbret und Jain Kim einen Griff zuvor. In der Gesamtwertung gewann Janja Garnbret dominant vor Jessica Pilz und Ai Mori. Brooke Raboutou verpasste nach einem frühen Stürz knapp das Podium.
In der Boulder-Runde der Herren erreichten nur Jakob Schubert und Tomoa Narasaki vier Tops. Schubert kletterte im Lead-Teil am höchsten und sicherte sich seinen zweiten Sieg in dieser WM, Colin Duffy erreichte den zweithöchsten Punkt und erlangte die Silbermedaille. Tomoa Narasaki stürzte an der gleichen Schlüsselstelle wie die meisten anderen Athleten und wurde Dritter.
| Finale | Finale        | Sieger         | Zweiter      | Dritter        |
| ------ | ------------- | -------------- | ------------ | -------------- |
| Frauen | 11. Aug. 2023 | Janja Garnbret | Jessica Pilz | Ai Mori        |
| Männer | 12. Aug. 2023 | Jakob Schubert | Colin Duffy  | Tomoa Narasaki |

### Paraclimbing
Im Paraclimbing gab es bei dieser Weltmeisterschaft insgesamt 17 Medaillenentscheidungen, die am 10. August ausgetragen wurden. Die Wettbewerbe in Kategorien Frauen B1, Frauen AL1 und Frauen AU3 fanden nicht statt, weil sich nicht genügend Athletinnen registriert hatten. Die registrierten B1-, AL1- und AU3-Athletinnen kletterten deshalb in den Kategorien B2, RP1 bzw. RP3.
Mit 203 Athleten handelte es sich um den bis dahin grössten Wettkampf im Paraclimbing, erstmals wurden auch Preisgelder vergeben. Je nach Kategorie wurde an Routen in Schwierigkeitsgraden von etwa 5.10 bis 5.13 YDS (etwa 6a – 8b frz.; VI+ – X UIAA) geklettert.
| Kategorie | Kategorie | Sieger                | Zweiter                         | Dritter                  |
| --------- | --------- | --------------------- | ------------------------------- | ------------------------ |
| B1        | Frauen    | in Kategorie B2       | in Kategorie B2                 | in Kategorie B2          |
| B1        | Männer    | Sho Aita              | Francisco Javier Aguilar Amoedo | Razvan Nedu              |
| B2        | Frauen    | Abigail Robinson      | Seneida Biendarra               | Edith Scheinecker        |
| B2        | Männer    | Fumiya Hamanoue       | Richard Slocock                 | Guillermo Pelegrín Gómez |
| B3        | Frauen    | Sunita Dhondappanavar | Mika Maeoka                     | Yumi Ejiri               |
| B3        | Männer    | Cosmin Florin Candoi  | Kazuhiro Minowada               | Lux Losey Sail           |
| AL1       | Frauen    | in Kategorie RP1      | in Kategorie RP1                | in Kategorie RP1         |
| AL1       | Männer    | Angelino Zeller       | Markus Pösendorfer              | Tanner Cislaw            |
| AL2       | Frauen    | Lucie Jarrige         | Sarah Larcombe                  | Rachel Maia              |
| AL2       | Männer    | Thierry Delarue       | Ethan Zilz                      | Albert Guardia Ferrer    |
| AU2       | Frauen    | Solenne Piret         | Lucia Capovilla                 | Maureen Beck             |
| AU2       | Männer    | Isak Ripman           | Kevin Bartke                    | Brian Zerzuela           |
| AU3       | Frauen    | in Kategorie RP3      | in Kategorie RP3                | in Kategorie RP3         |
| AU3       | Männer    | Mor Michael Sapir     | Nobuhiro Yusaraoka              | Dominic Geisseler        |
| RP1       | Frauen    | Pavitra Vandenhoven   | Melissa Ruiz                    | Marta Peche Salinero     |
| RP1       | Männer    | Aloïs Pottier         | Elliott Nguyen                  | Takuya Okada             |
| RP2       | Frauen    | Dina Eivik            | Jasmin Plank                    | Anna Devries             |
| RP2       | Männer    | Iván Muñoz Escolar    | Benjamin Mayforth               | Manikandan Kumar         |
| RP3       | Frauen    | Marina Dias           | Christiane Luttikhuizen         | Martha Evans             |
| RP3       | Männer    | Tadashi Takano        | Jamie Barendrecht               | Andrej Haršány           |

## Qualifikation für die Olympischen Spiele 2024
Je Geschlecht qualifizieren sich die drei besten Kletterer in der Kombination und die zwei besten Kletterer im Speed für die Olympischen Spiele 2024.
| Speed          | Frauen                      | Männer         |
| -------------- | --------------------------- | -------------- |
| Speed          | Desak Made Rita Kusuma Dewi | Matteo Zurloni |
| Speed          | Emma Hunt                   | Long Jinbao    |
| Boulder & Lead | Frauen                      | Männer         |
| Boulder & Lead | Janja Garnbret              | Jakob Schubert |
| Boulder & Lead | Jessica Pilz                | Colin Duffy    |
| Boulder & Lead | Ai Mori                     | Tomoa Narasaki |